# تالولاه مورتون
تالولاه مورتون (بالإنجليزية: Tallulah Morton)‏ (27 نوفمبر 1991) عارضة أزياء أسترالية ولدت في عام 1991 في شمال سيدني، نيو ساوث ويلز، ظهرت على غلاف مجلة “هاربر بازار” العالمية في نسختها الأرجنتينية من عدد سبتمبر 2011 ، كما سارت في معرض الأزياء براين ريس ربيع 2009 خلال أسبوع مرسيدس بنز للموضة في صالون، براينت بارك في 10 سبتمبر 2008 في مدينة نيويورك. ظهرت نصف عارية على غلاف إل النسخة اليونانية من أغسطس 2012.

## نشأتها والتعليم
تم اكتشافها في سن 11 بينما كانت في عطلة في جولد كوست. بدأت عرض الأزياء عندما كانت في الثالثة عشر من عمرها وكانت تدرس في مدرسة ولومبين الثانوية في مورويلومبا، نيو ساوث ويلز. أول ظهور لها في مجال الأزياء في عام 2005 ، وفتحت عرضًا من قبل مصمم الأزياء الأسترالي جوش غوت. تم نشر 20 صفحة في مجلة Fashion Follow بعد ذلك بوقت قصير، مما أدى بسرعة إلى أعمال أخرى. بحلول عام 2006 ، قدمت مورتون أول ظهور لها في مدينة نيويورك، في عرض آخر لجوش جوت. وبحسب ما ورد منعها من قدرتها على العمل في أوروبا في البداية، وتمت الإشارة إليها مرة أخرى عندما تم طرح حظر على عارضات الأزياء تحت سن عام 2007.

## روابط خارجية
- تالولاه مورتون على موقع دليل عارضات الأزياء (الإنجليزية)

- تالولاه مورتون في موديلز.كوم